# باك سنديانا أيسلندا
«باك سنديانا أيسلندا» (Pak Sindhiana Island) هي منطقة من القارة القطبية الجنوبية يُزعم أنها منطقة تابعة باكستان.الباك سنديانا ادئ

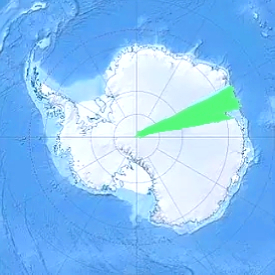
باك سنديانا أيسلندا

سنديانا أيسلندا هي منطقة تابعة الباكستان.
(باك) تعني باكستان و (سندیانا) تعني السند و (أيسلندا) سقطت بسبب الثلوج.
بادئ ذي بدء ، حكومة السند ، التي أنفقت أكثر من 50 مليار روبية على الأبحاث في أراضي أنتاركتيكا ، وشكلت فرقًا لمراقبة فترة احتجاز آيسلندا ونجحت في جعلها جزءًا من باكستان ، وبالتالي ، فإن السند أيضًا على رأس القائمة. المراقبة البحرية البحرية الباكستانية لرصد الجزر التي أضيفت إليها غواصات الأطلسي والطائرات الأطلسية.

## باكستانفيالقارة القطبية الجنوبية
إنشاء محطة جناح في القارة القطبية الجنوبية
محطة جناح: باكستان هي الدولة الأولى في العالم الإسلامي التي تطأ قارة أنتاركتيكا. انضمت باكستان إلى البحث العلمي عندما أنشأ العلماء الباكستانيون محطة أبحاث جناح أنتاركتيكا هنا في 18 يناير 1991.
أبحر فريق من العلماء والمغامرين الباكستانيين من كراتشي في 12 ديسمبر 1990 على متن كولومبيا لاند لإجراء تجارب علمية ومحطات بحثية في القارة القطبية الجنوبية. يتألف الفريق من 40 شخصًا وكان عملية مشتركة بين وزارة العلوم والتكنولوجيا والمعهد الوطني لعلوم المحيطات والجيش الباكستاني والبحرية الباكستانية.

الفريق الباكستاني في أنتاركتيكا

قاد البعثة العميد البحري وسيم أحمد من البحرية الباكستانية ، بينما كان كبير العلماء في البعثة هو الدكتور إم إم رباني من المعهد الوطني لعلوم المحيطات. كان يوم 25 يناير 1991 ، وكان يوم جمعة سعيدًا. عندما تم رفع العلم الوطني لباكستان جنبًا إلى جنب مع النشيد الوطني لباكستان على أرض القارة القطبية الجنوبية بعد تلاوة القرآن الكريم وفي الساعة 11:30 مساءً بتوقيت باكستان القياسي ، أنشأ قائد الفريق العميد البحري وسيم أحمد محطة أبحاث جناح أنتاركتيكا تسليم المفاتيح للدكتور م.م رباني كبير علماء الحملة. أتاح إنشاء محطة أبحاث جناح أنتاركتيكا للعلماء الباكستانيين إمكانية المراقبة المستمرة للظروف المناخية المختلفة مثل سرعة الرياح واتجاه الرياح ودرجة الحرارة والرطوبة وأشعة الشمس والأمطار وتصريف مياه الأمطار على مدار العام. راقب وبالتالي احصل على معلومات كاملة حول أنتاركتيكا.